# Combustión espontánea (episodio de South Park)
«Combustión espontánea» («Spontaneous Combustion» como título original) es el segundo episodio de la tercera temporada. Es el 33.º episodio de toda la serie.

## Trama
Los padres de Kyle tienen problemas maritales ya que Gerald tiene disfunción eréctil. Los chicos le buscan una erección para el papá de Kyle, sin saber qué es, y son echados de todas las tiendas del pueblo. Mientras caminan, Kenny se incendia de repente y se convierte en un montón de cenizas. Un sujeto del pueblo les explica que esto fue a causa de la combustión espontánea humana, lo que hace que todos en el pueblo tengan miedo. La alcaldesa encarga a Randy investigar qué está causando la combustión espontánea, debido a que él es el único científico del pueblo (aunque es geólogo, y no biólogo) y Randy tiene varias ilusiones del pueblo aclamándolo.
El funeral de Kenny se hace en la iglesia, enterrando lo poco que queda de su cuerpo. El Padre Maxi además de lanzar una arenga de apoyo a los Denver Broncos les dice a los niños que no los ha visto en la iglesia últimamente, y les dice que deben representar las Estaciones de la Cruz en la Iglesia. Los niños confunden "resurrección" con "resuerección", por lo que aceptan creyendo poder conseguir una para el papá de Kyle. Cartman exige representar a Jesús, Kyle y Stan finalmente tienen que aceptar. Después de representar la Resurrección en la iglesia, Stan y Kyle, que no comprenden muy bien la Biblia, dejan a Cartman crucificado en una colina, según ellos deben esperar 3 días para que Cartman muera y consigan su "erección" para dársela al papá de Kyle. Sin embargo al salir de la iglesia, más personas mueren a consecuencia de la combustión espontánea por lo que algunos creen que es un castigo divino.
Randy descubre que la causa de la combustión espontánea es que las víctimas tienen un novio o novia nueva y no quieren expulsar gases en su presencia ya que éstos expelen gas metano el cual si se contiene explota (mostrando una foto de Jocelyn Wildenstein). Randy explica públicamente que todos deben expulsar el gas para no explotar. Todos los habitantes del pueblo felicitan y aclaman a Randy quien hasta termina ganando el Premio Nobel de química desbancando al Doctor Mephisto, quien tras haber perdido con su tortuga Galápagos de 7 traseros busca venganza. Sin embargo, la extrema cantidad de gases produce un agujero en la capa de ozono, y la temperatura sube bastante por lo que la gente tiene calor y hay gente que intenta contener sus gases pero aun así mueren a consecuencia de la combustión espontánea, por lo que Mephisto muestra a Randy como el culpable de pedir que soltaran gases. Mientras tanto, el papá de Kyle consigue su erección después de ver a unas adolescentes desnudas que querían demandar a Randy por tener cáncer en la piel, pero Kyle tras ver que sus padres se arreglaron con la erección (sin ver que era en verdad) se olvida de bajar a Cartman de la cruz quien pasa días enteros hasta ser rescatado por Chef, lo que resulta ser solo un sueño.
Todo el pueblo odia a Randy, gracias a Mephisto, quien pierde su Nobel y carga una estatua hecha en su honor estando en su propio Viacrucis. Posteriormente Randy se esconde en el sótano de su casa, Stan y Kyle lo convencen de no rendirse y de ver como solucionar el problema y más cuando Stan le dice "Las necesidades de muchos sobrepasan las necesidades de pocos" (frase de Star Trek). Después de una exhaustiva investigación, con un cómico sueño, Randy les explica a los habitantes del pueblo que deben expulsar gases con moderación... o sólo cuando sea muy gracioso, y el pueblo lo aclama de nuevo además de retomar de nuevo su premio Nobel tres semanas después. Stan y Kyle recuerdan que han dejado a Cartman crucificado y lo encuentran vivo, ya que sobrevivió gracias a toda la grasa acumulada que tenía, por lo que está bastante flaco y jura vengarse de Stan y Kyle. Durante los créditos se oye el fondo musical de las ilusiones de Randy.